# فرودگاه ساروف
فرودگاه ساروف (به روسی: Миус) فرودگاهی عمومی واقع در ساروف در کشور روسیه است.